# Ocosia zaspilota
Ocosia zaspilota és una espècie de peix pertanyent a la família dels tetrarògids i a l'ordre dels escorpeniformes.

## Etimologia
L'epítet zaspilota fa referència a les seues inconfusibles grans taques marrons escampades pel cos.

## Descripció
Fa 6,9 cm de llargària màxima. 15 espines i 8 radis tous a l'única aleta dorsal. 3 espines i 5-6 radis tous a l'anal. 28 vèrtebres. Absència d'espines a les superfícies laterals de l'os lacrimal i del primer os suborbital. Els individus més grossos mostren la segona i la tercera espines dorsals molt allargades. Cos amb grans taques irregulars de color marró fosc. Línia lateral contínua i amb 15-18 escates. 10-14 branquiespines (2-4 a la part inferior i 8-10 a la superior). Absència d'aleta adiposa. Aletes pectorals amb cap espina i 12-13 radis tous. Cos nu tret de les escates de la línia lateral. Aletes pelvianes amb 5 radis.

## Hàbitat i distribució geogràfica
És un peix marí, demersal (entre 192 i 247 m de fondària) i de clima tropical, el qual viu al Pacífic occidental central: els fons fangosos de les illes Filipines.

## Observacions
És verinós per als humans i el seu índex de vulnerabilitat és de baix a moderat (32 de 100).